# Valentin Crețu (Fußballspieler)
Valentin Iulian Crețu (* 2. Januar 1989 in Buzău) ist ein rumänischer Fußballspieler auf der Position des rechten Verteidigers.

## Karriere
Cretu begann das Fußballspielen bei CSM Râmnicu Sarat. Nach einem Aufenthalt bei Gloria Buzău kam er 2009 ablösefrei zum CS Concordia Chiajna. Von dort wurde er im Sommer 2011 an Rapid Bukarest ausgeliehen, wo er einige Spiele absolvierte. Nach kurzen Gastspielen bei Beroe Stara Sagora und AFC Săgeata Năvodari wechselte er im Jahr 2013 wieder nach Concordia Chiajna, welche ihn 2014 an Gaz Metan Mediaș abgaben. Im Januar 2016 verpflichtete der FC Energie Cottbus Crețu. Er erhielt einen bis 2018 gültigen Vertrag. Nach dem Drittligaabstieg mit Energie Cottbus wechselte Crețu zurück zu Gaz Metan. Nach einer Spielzeit zog es ihn im Sommer 2017 zu Ligakonkurrent ACS Poli Timișoara. Schon nach einem halben Jahr kehrte er abermals zu Gaz Metan zurück.